# Складське господарство
Складське господарство — система складів, обладнання, технологічних транспортних мереж та засобів, людських та інших ресурсів, які задіяні в процесі переробки та зберігання часто різнорідних запасів. Також у цьому значенні вживається термін складська інфраструктура.
Складське господарство, яке є логістичним елементом, зберігає різноманітну підпорядкованість: відділам продажу, виробництву, технічній службі тощо. Головне завдання для логістів, наскільки це доцільно, з точки зору керованості й економічного сенсу, підпорядкувати під своїм керівництвом всю складську інфраструктуру компанії. Але, ще важливіше, щоб усі склади, навіть, якщо вони зберегли свою підпорядкованість іншим підрозділам, були поєднаними в єдиний ланцюг постачання матеріалів та готової продукції.